# Gerhard Löwe
Gerhard Löwe (* 1923 in Leipzig; † 2006 ebenda) war ein deutscher Altphilologe.

## Leben
Gerhard Löwe wurde 1923 geboren und besuchte das König-Albert-Gymnasium Leipzig. Dort machte er 1941 Abitur. Nach dem Krieg studierte er in Leipzig Altphilologie und Alte Geschichte. In diesen Fächern promovierte er dort 1961. Danach war er als freier Publizist tätig, mehrmals innerhalb eines Autorenkollektivs. Mit seinen Veröffentlichungen, u. a. Übersetzungen, Lexika und Lehrbücher, trug er entscheidend zur Pflege des antiken Erbes in der DDR bei. Er starb 2006 im Alter von 83 Jahren in Leipzig.

## Veröffentlichungen (Auswahl)
- Die Wörter des Denkens im Lateinischen. Dissertation Leipzig 1961.
- Lateinisches Lehrbuch. 2. Auflage. Volk und Wissen, Berlin 1975.
- Die Antike in Stichworten. Koehler und Amelang, Leipzig 1966; 4., bearbeitete und erweiterte Auflage, VOB, 1976.
- Griechisches Lehrbuch. 3. Auflage. Volk und Wissen, Berlin 1982.
- Philogelos oder der Lach-Fan. Hierocles, Facetiarum Scriptor, 2. Auflage. Koehler und Amelang, Leipzig 1983.
- Entdeckungen in Hellas. Verlag der Nation, Berlin 1984.
- Wörterbuch Lateinisch-Deutsch. Verlag Enzyklopädie, Leipzig 1985.
- Die Traumkunst des Artemidorus Daldianus. Reclam, Leipzig 1991.
- Lexikon der Antike. VMA-Verlag, Wiesbaden 1997.
- ABC antiky. Železný, Prag 1999.
- Schülerduden, Lateinisch-Deutsch. Dudenverlag, Mannheim 2002.
- mit Karl Ahrens: Lateinischer Lesebogen: Ein Beitrag zum polytechnischen Unterricht. Volk und Wissen, Berlin 1960.